# Більярда
Більярда (чорн. Biljarda) — фортеця в місті Цетинє, Чорногорія. Резиденція чорногорських владик у 1838—1867 роках.

## Історія
Фортеця неподалік від Цетинського монастиря була побудована за проєктом російського військовика Якова Озерецьковського в 1838 році як резиденція чорногорського владики Петра Негоша та його канцелярії. Спочатку будівля називалася Новим будинком, згодом будівлю назвали Більярда — в честь більярду, купленого у Відні в 1839 році (за іншими відомостями — в Італії). Будинок слугував резиденцією для Петра Негоша та його наступників — князів Данила I та Ніколи I до 1867 року, коли побудували князівський палац.

## Музей
Музейний комплекс являє собою стіну фортеці з чотирма круглими баштами та двоповерхову будівлю всередині. У цокольних приміщеннях розташовувалися кімнати прислуги, кухня та їдальня. Верхній поверх складався з 25 приміщень, у тому числі збройової, зали з більярдом, зали засідань сенату, спальної кімнати владики, його робочого кабінету, кабінету державної канцелярії, спальної кімнати секретаря владики. Повні дані стосовно інтер'єру XIX століття не збереглися. Відомо, що на стінах висіли предмети зброї, портрети російських імператорів Петра I та Миколи I, ватажка Першого сербського повстання Карагеоргія, англійського поета Байрона, Наполеона й Фрідріха Саксонського. У 1951 році в будівлі Більярди відкрито музей, нині — Національний музей Чорногорії. Більярдну прикрашає портрет Петра Негоша віденського художника Йогана Біса (1847). У кабінеті владики є бібліотека з книжками дев'ятьма мовами. У Більярді зберігаються рукописи Негоша, включаючи поеми «Гірський вінець» і «Ніч збирає століття». У дворі Більярди розташований макет «рельєф Чорногорії».
Належить до пам'яток культури першої категорії.